# Machiko Kyō
Machiko Kyō (京 マチ子, Kyō Machiko), née le 25 mars 1924 à Osaka et morte le 12 mai 2019 à Tokyo, est une actrice japonaise. Son vrai nom est Motoko Yano (矢野 元子, Yano Motoko).
Elle a tourné dans près de cent films au cinéma en quarante ans de carrière.

## Biographie

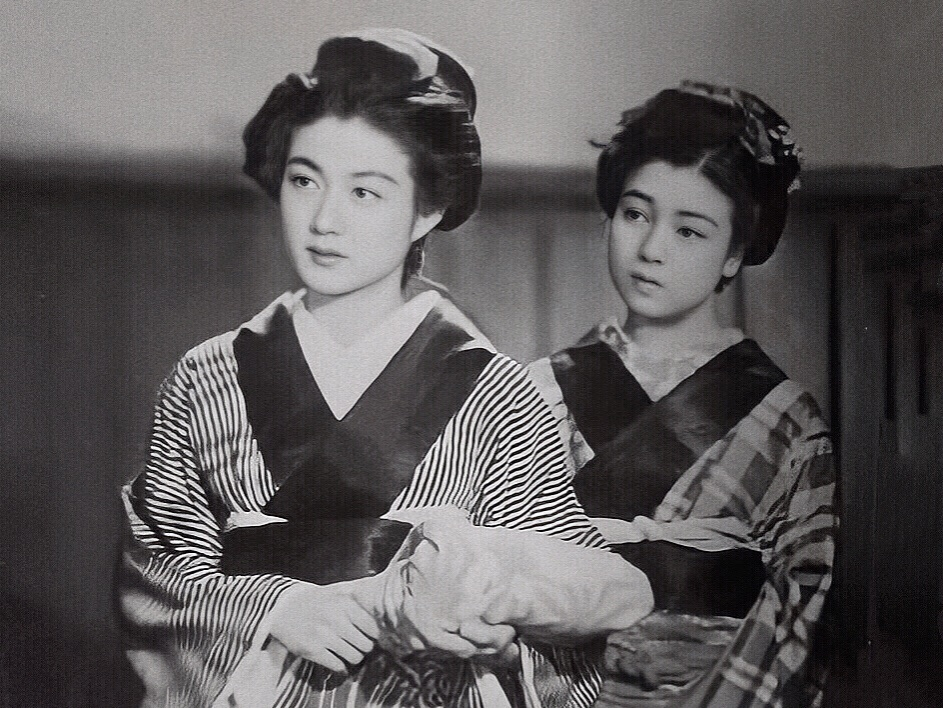
Michiko Kuwano et Machiko Kyō dans Tengudaoshi (1944).

Machiko Kyō — de son vrai nom Motoko Yano — nait le 25 mars 1924 à Osaka. En 1936, à l'âge de douze ans, elle intègre l'Ōsaka Shōchiku Kagekidan (ja), une troupe de music-hall appartenant à la Shōchiku, et se destine à devenir danseuse. Elle fait ses premières apparitions au cinéma en 1944, dans Tengudaoshi (天狗倒し) de Kintarō Inoue et Trois Générations de Danjurō (団十郎三代, Danjurō sandai) de Kenji Mizoguchi.
Sa rencontre avec le producteur Masaichi Nagata est décisive ; devenu président de la Daiei en 1947, il la débauche de la Shōchiku deux ans plus tard et en fait sa protégée. Les efforts de Nagata pour faire de Machiko Kyō une star sont considérables et la jeune femme participe dès lors à tous les plus importants projets de la firme.
Pendant les années 1950, elle travaille avec quelques-uns des réalisateurs les plus importants de l'histoire du cinéma japonais et joue dans des films qui contribuent fortement à faire connaître le cinéma nippon en Occident, notamment Rashōmon (羅生門, 1950) d'Akira Kurosawa et Les Contes de la lune vague après la pluie (雨月物語, Ugetsu monogatori, 1953) de Kenji Mizoguchi. Dans ce film, le fantôme féminin qu'incarne Machiko Kyō, personnage de théâtre nô typique, porte un costume authentique et est accompagné des instruments de musique habituels à ce genre théâtral. Mais selon Tadao Satō, l'actrice, ancienne danseuse de revue, apporte un mouvement et une sensualité sans rapport avec le théâtre traditionnel. Les Contes de la lune vague après la pluie remporte un Lion d'argent à la Mostra de Venise.
En 1956, elle participe à son unique film non-japonais, La Petite Maison de thé, une comédie américaine de Daniel Mann dans laquelle elle joue aux côtés de Marlon Brando et Glenn Ford. Ce rôle lui vaut une nomination pour le Golden Globe de la meilleure actrice dans un film musical ou une comédie l'année suivante.
Machiko Kyō apparaît pour la dernière fois au cinéma en 1984 dans le film Keshō (化粧) de Kazuo Ikehiro.
En 2017, elle voit l'ensemble de sa carrière récompensée par un prix lors de la 40e édition des Japan Academy Prize,.
Machiko Kyō meurt le 12 mai 2019 dans un hôpital de Tokyo des suites d'une crise cardiaque à l'âge de 95 ans,. Son corps est incinéré et ses cendres sont dispersées en mer .
Elle a tourné dans près de cent films entre 1944 et 1984.

## Filmographie

### Au cinéma
Sauf indication complémentaire, la filmographie de Machiko Kyō est établie à partir de la base de données JMDb.

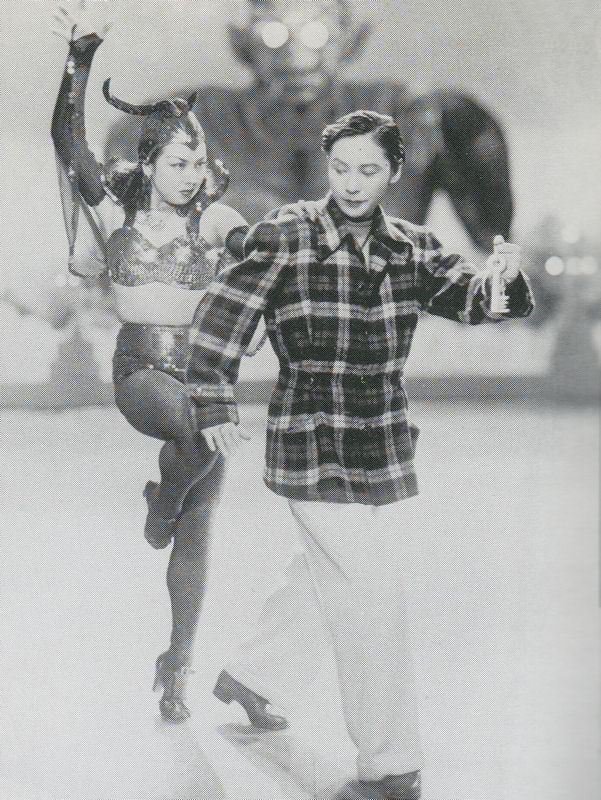
Machiko Kyō et Takiko Mizunoe dans Hanakurabe tanuki goten (1949).

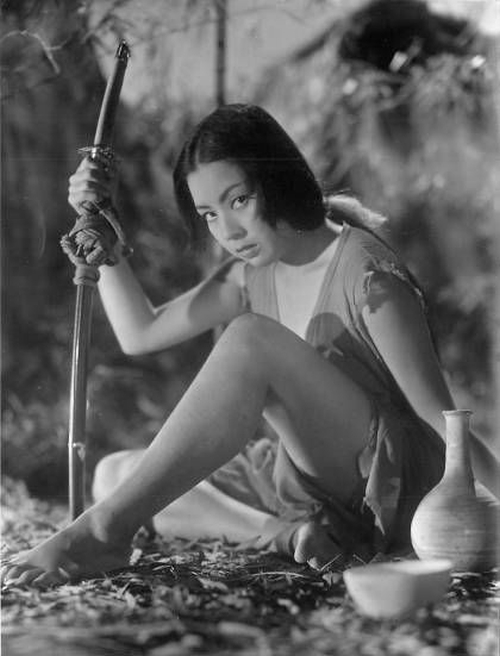
Machiko Kyō dans La Belle et le Voleur (1952).

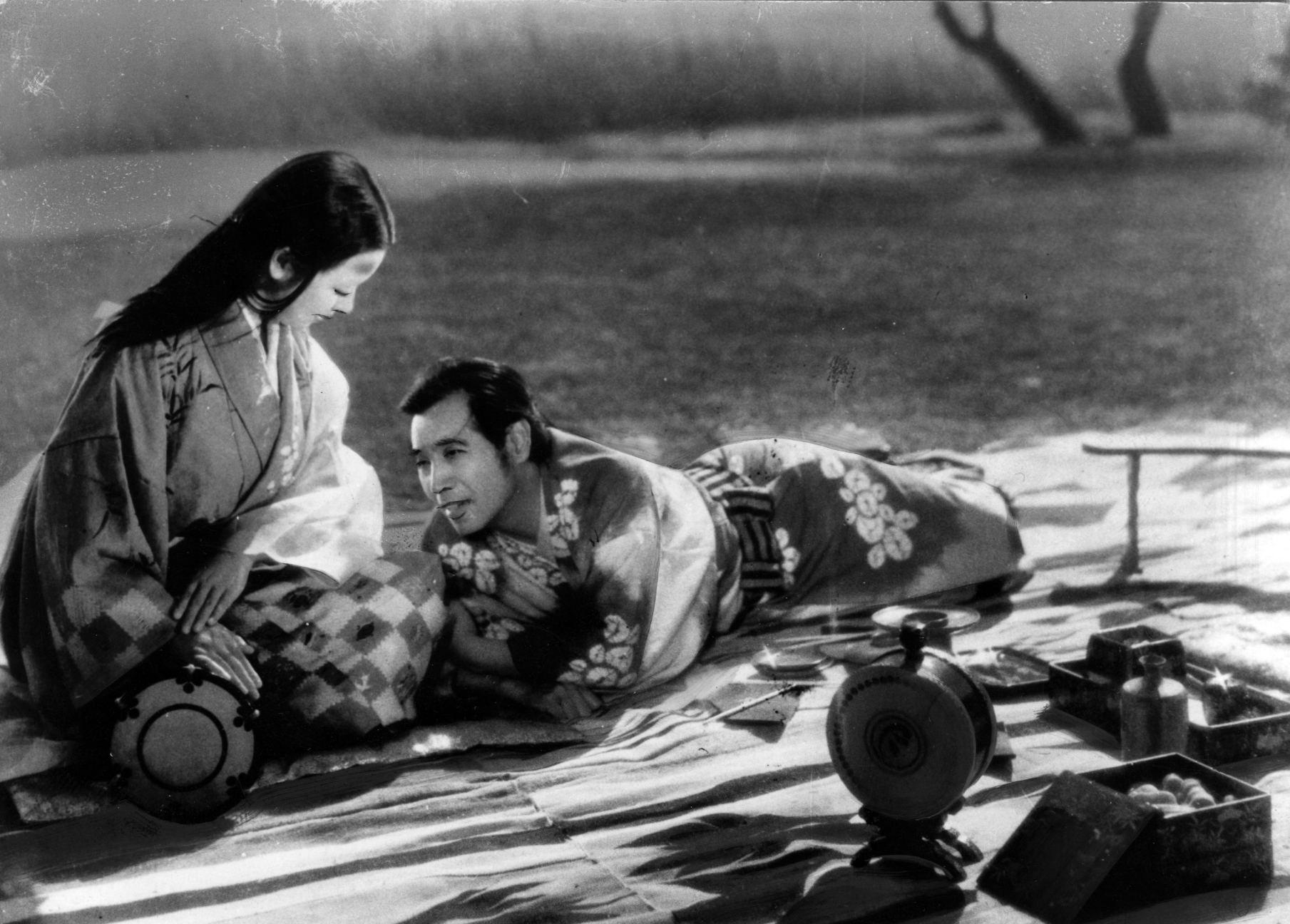
Machiko Kyō et Masayuki Mori dans Les Contes de la lune vague après la pluie (1953).

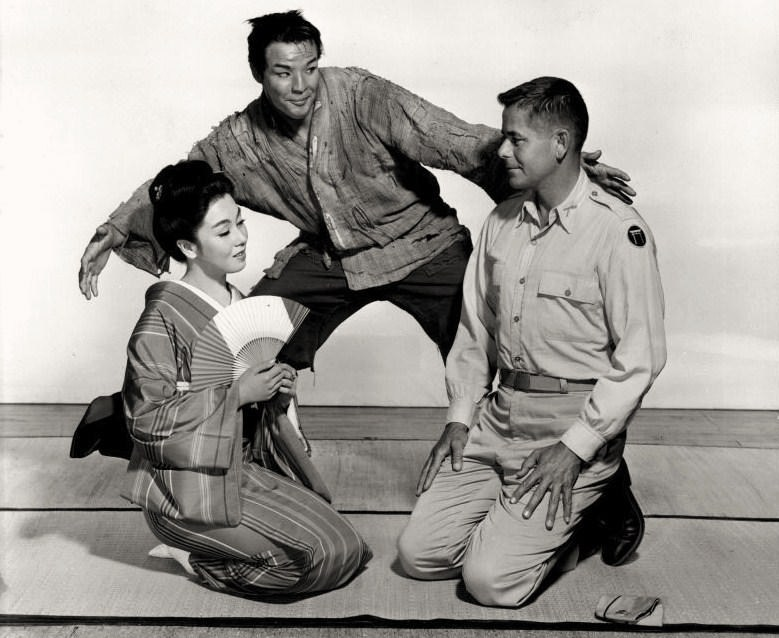
Machiko Kyō, Marlon Brando et Glenn Ford dans La Petite Maison de thé (1956).

Machiko Kyō en 1955.

#### Années 1940
- 1944 : Tengudaoshi (天狗倒し?) de Kintarō Inoue[3]
- 1944 : Trois Générations de Danjurō (団十郎三代, Danjurō sandai?) de Kenji Mizoguchi : Ohiro
- 1949 : Saigo ni warau otoko (最後に笑う男?) de Kimiyoshi Yasuda
- 1949 : Hanakurabe tanuki goten (花くらべ狸御殿?) de Keigo Kimura
- 1949 : Chikagai no dankon (地下街の弾痕?) de Kazuo Mori
- 1949 : Mittsu no shinju (三つの真珠?) de Nobuo Adachi
- 1949 : Un amour insensé (痴人の愛, Chijin no ai?) de Keigo Kimura
- 1949 : Hebihime dōchū (蛇姫道中?) de Keigo Kimura et Santarō Marune

#### Années 1950
- 1950 : Zoku Hebihime dōchū (続蛇姫道中?) de Keigo Kimura et Santarō Marune
- 1950 : Le Lointain Pays de ma mère (遙かなり母の国, Harukanari haha no kuni?) de Daisuke Itō
- 1950 : Asakusa no hada (浅草の肌?) de Keigo Kimura
- 1950 : Bibō no umi (美貌の海?) de Seiji Hisamatsu
- 1950 : Fukkatsu (復活?) d'Akira Nobuchi
- 1950 : Rashōmon (羅生門?) d'Akira Kurosawa
- 1950 : Hi no tori (火の鳥?) de Shigeo Tanaka
- 1951 : Les Habits de la vanité (偽れる盛装, Itsuwareru seiso?) de Kōzaburō Yoshimura : Kimicho
- 1951 : Koi no omoneran hebisaka (恋の阿蘭蛇坂?) de Hideo Suzuki
- 1951 : L'École de la liberté (自由学校, Jiyū gakkō?) de Kōzaburō Yoshimura
- 1951 : Jōen no hatoba (情炎の波止場?) de Kimiyoshi Yasuda
- 1951 : L'Enchanteresse (牝犬, Mesu inu?) de Keigo Kimura
- 1951 : Le Roman de Genji (源氏物語, Genji monogatori?) de Kōzaburō Yoshimura
- 1951 : La Vie d'un marchand de chevaux (馬喰一代, Bakurō ichidai?) de Keigo Kimura
- 1952 : Asakusa kurenai-dan (浅草紅団?) de Seiji Hisamatsu
- 1952 : Je n'oublierai pas la chanson de Nagasaki (長崎の歌は忘れじ, Nagasaki no uta wa wasureji?) de Tomotaka Tasaka
- 1952 : Taki no shiraito (滝の白糸?) d'Akira Nobuchi
- 1952 : La Belle et le Voleur (美女と盗賊, Bijo to tozoku?) de Keigo Kimura
- 1952 : La Légende du Grand Bouddha (大仏開眼, Daibutsu kaigen?) de Teinosuke Kinugasa
- 1952 : Sōri daijin to onna kameraman: Kanojo no tokudane (総理大臣と女カメラマン 彼女の特ダネ?) de Shigeo Nakaki
- 1953 : Les Contes de la lune vague après la pluie (雨月物語, Ugetsu monogatori?) de Kenji Mizoguchi
- 1953 : Kurohyō (黒豹?) de Shigeo Tanaka
- 1953 : Frère aîné, sœur cadette (あにいもうと, Ani imōto?) de Mikio Naruse
- 1953 : La Porte de l'enfer (地獄門, Jigokumon?) de Teinosuke Kinugasa
- 1954 : Une femme (或る女, Aru onna?) de Shirō Toyoda
- 1954 : Aizen katsura (愛染かつら?) de Keigo Kimura
- 1954 : L'Histoire de Shunkin (春琴物語, Shunkin monogatari?) de Daisuke Itō
- 1954 : Asakusa no yoru (浅草の夜?) de Kōji Shima
- 1954 : La Princesse Sen (千姫, Sen Hime?) de Keigo Kimura
- 1954 : Bazoku geisha (馬賊芸者?) de Kōji Shima
- 1954 : Haru no uzumaki (春の渦巻?) de Hiromu Edagawa (ja)
- 1955 : Combien de fois, les roses (薔薇いくたびか, Bara ikutabika?) de Teinosuke Kinugasa
- 1955 : L'Impératrice Yang Kwei-Fei (楊貴妃, Yōkihi?) de Kenji Mizoguchi
- 1955 : L'Amour de Tojuro (藤十郎の恋, Tōjūrō no koi?) de Kazuo Mori
- 1955 : Shin josei mondō (新女性問答?) de Kōji Shima
- 1956 : Trois femmes autour de Yoshinaka (新平家物語 義仲をめぐる三人の女, Shin heike monogatari: Yoshinaka o meguru sannin no onna?) de Teinosuke Kinugasa
- 1956 : Niji ikutabi (虹いくたび?) de Kōji Shima
- 1956 : La Rue de la honte (赤線地帯, Akasen chitai?) de Kenji Mizoguchi
- 1956 : Tsukigata Hanpeita (月形半平太?) de Teinosuke Kinugasa
- 1956 : La Petite Maison de thé (The Teahouse of the August Moon) de Daniel Mann[6]
- 1957 : Histoire d'une jeune femme (いとはん物語, Itohan monogatari?) de Daisuke Itō
- 1957 : Sutajio wa ten'yawan'ya (スタジオはてんやわんや?) de Nobuhiko Hamano
- 1957 : Une Danseuse (踊子, Odoriko?) de Hiroshi Shimizu
- 1957 : Onna no hada (女の肌?) de Kōji Shima
- 1957 : Fleurs infernales (地獄花, Jigoku bana?) de Daisuke Itō
- 1957 : Les Papillons de la nuit (夜の蝶, Yoru no chō?) de Kōzaburō Yoshimura
- 1957 : Le Trou (穴, Ana?) de Kon Ichikawa
- 1958 : Yūrakuchō de aimashō (有楽町で逢いましょう?) de Kōji Shima : Aya Koyanagi
- 1958 : La tristesse est aux femmes (悲しみは女だけに, Kanashimi wa onna dakeni?) de Kaneto Shindō : Michiko
- 1958 : Haha (母?) de Shigeo Tanaka
- 1958 : La Vengeance des loyaux serviteurs (忠臣蔵, Chūshingura?) de Kunio Watanabe : Orui
- 1958 : Une femme d'Osaka (大阪の女, Ōsaka no onna?) de Teinosuke Kinugasa
- 1958 : Akasen no hi wa kiezu (赤線の灯は消えず?) de Shigeo Tanaka
- 1958 : Le Vrai Visage de la nuit (夜の素顔, Yoru no sugao?) de Kōzaburō Yoshimura
- 1958 : Musume no bōken (娘の冒険?) de Kōji Shima
- 1959 : Les Mots de nos rencontres : au revoir, bonjour (あなたと私の合言葉 さよなら、今日は, Anata to watashi no aikotoba : sayonara, konnichiwa?) de Kon Ichikawa
- 1959 : Sasameyuki (細雪?) de Kōji Shima
- 1959 : La Femme et les pirates (女と海賊, Onna to kaizoku?) de Daisuke Itō
- 1959 : Yoru no togyo (夜の闘魚?) de Shigeo Tanaka
- 1959 : Jirōchō Fuji (次郎長富士?) de Kazuo Mori
- 1959 : L'Étrange Obsession (鍵, Kagi?) de Kon Ichikawa
- 1959 : Herbes flottantes (浮草, Ukikusa?) de Yasujirō Ozu

#### Années 1960
- 1960 : Testaments de femmes (女経, Jokyō?) - 3e épisode de Kōzaburō Yoshimura
- 1960 : La Princesse errante (流転の王妃, Ruten no ōhi?) de Kinuyo Tanaka : Ryūkō
- 1960 : Le Fils de famille (ぼんち, Bonchi?) de Kon Ichikawa
- 1960 : Sannin no kaoyaku (三人の顔役?) d'Umetsugu Inoue
- 1960 : La Femme qui touchait les jambes (足にさわった女, Ashi ni sawatta onna?) de Yasuzō Masumura
- 1960 : Kao (顔?) de Kōji Shima
- 1960 : Oden jigoku (お伝地獄?) de Keigo Kimura
- 1961 : L'Âge du mariage (婚期, Konki?) de Kōzaburō Yoshimura
- 1961 : Nuregami botan (濡れ髪牡丹?) de Tokuzō Tanaka
- 1961 : Médaille pour une femme (女の勲章, Onna no kunshō?) de Kōzaburō Yoshimura
- 1961 : Kodachi o tsukau onna (小太刀を使う女?) de Kazuo Ikehiro
- 1961 : Bouddha (釈迦, Shaka?) de Kenji Misumi
- 1962 : Kurotokage (黒蜥蝪?) d'Umetsugu Inoue
- 1962 : Nakayoshi ond: Nippon ichi dayo (仲よし音頭 日本一だよ?)
- 1962 : La Grande Muraille (秦・始皇帝, Shin shikōtei?) de Shigeo Tanaka
- 1962 : La Vie d'une femme (女の一生, Onna no issho?) de Yasuzō Masumura
- 1963 : La Famille matrilinéaire (女系家族, Nyokei kazoku?) de Kenji Misumi : Fujiyo Yajima
- 1964 : Gendai inchiki monogatari: Dotanuki (現代インチキ物語 ど狸?)
- 1964 : Sueur douce (甘い汗, Amai ase?) de Shirō Toyoda
- 1966 : Le Visage d'un autre (他人の顔, Tanin no kao?) de Hiroshi Teshigahara
- 1966 : Jinchō-ge (沈丁花?) de Yasuki Chiba
- 1966 : Le Petit fuyard (小さい逃亡者, Chiisai tōbōsha?) de Teinosuke Kinugasa et Eduard Bocharov
- 1969 : Nuée d'oiseaux blancs (千羽鶴, Senba zuru?) de Yasuzō Masumura

#### Années 1970
- 1970 : Yakuzas à Genkai (玄海遊侠伝 破れかぶれ, Genkai yūkyōden: Yaburekabure?) de Masahiro Makino
- 1974 : Une famille splendide (華麗なる一族, Karei naru ichizoku?) de Satsuo Yamamoto
- 1975 : Kenji Mizoguchi ou la vie d'un artiste (ある映画監督の生涯 溝口健二の記録, Aru eiga-kantoku no shōgai Mizoguchi Kenji no kiroku?) de Kaneto Shindō (documentaire) : elle-même
- 1975 : Éclipse solaire (金環蝕, Kinkanshoku?) de Satsuo Yamamoto
- 1976 : La Sorcière (妖婆, Yoba?) de Tadashi Imai
- 1976 : C'est dur d'être un homme : Pur est le cœur du poète (男はつらいよ 寅次郎純情詩集, Otoko wa tsurai yo: Torajirō junjō shishū?) de Yōji Yamada

#### Années 1980
- 1984 : Keshō (化粧?) de Kazuo Ikehiro

### À la télévision
- 1994 : Hana no ran (花の乱?) (série TV de 30 épisodes)[12]
- 1999 : Genroku ryōran (元禄繚乱?) (série TV de 49 épisodes)[12]

## Distinctions
Sauf indication contraire, les informations mentionnées dans cette section peuvent être confirmées par la base de données cinématographiques IMDb,  présente dans la section « Liens externes ».

### Décorations
- 1987 : récipiendaire de la médaille au ruban pourpre
- 1994 : récipiendaire de l'ordre de la Couronne précieuse de 4e classe

### Récompenses
- 1951 : prix Mainichi de la meilleure actrice pour Rashōmon et Sous des parures de soie[13]
- 1965 : prix Mainichi de la meilleure actrice pour Sueur douce[14]
- 1965 : prix Kinema Junpō de la meilleure actrice pour Sueur douce[15]
- 1995 : prix spécial du jury lors de la 18e édition des Japan Academy Prize[16]
- 2017 : prix du jury pour l'ensemble de sa carrière lors de la 40e édition des Japan Academy Prize[1],[8]

### Nomination
- 1957 : nommée pour le Golden Globe de la meilleure actrice dans un film musical ou une comédie pour La Petite Maison de thé[7]